# Metarhodactis boninensis
Metarhodactis boninensis is een Corallimorphariasoort uit de familie van de Discosomatidae. De wetenschappelijke naam van de soort is voor het eerst geldig gepubliceerd in 1943 door Carlgren.